# Johannes Christophorus de Bertholf Ruyff de Belven
Baron Johannes Christophorus de Bertholf Ruyff de Belven (±1685–?) was de laatste adellijke eigenaar van Asten.
Hij was de zoon van Jean-Philippe de Bertholf Ruyff de Belven en Katharina Charlotta van Boecop. Het belangrijkste bezit van deze baron was Kasteel Baelen te Hendrik-Kapelle (Henri-Chapelle). Als neef van de vroeggestorven vrouwe van Asten, Anna Wilhelmina van Doerne, werd hij in  1720 tevens heer van Asten. Hij zou er zelden komen. Desalniettemin heeft hij veel geld besteed aan het verfraaien van Kasteel Asten, en met name liet hij er de zalen opnieuw stofferen. Op enkele onderbrekingen na, bleef hij er tot 1734 heer van Asten.
Dat jaar was hij door schulden gedwongen de heerlijkheid Asten te verkopen aan de protestantse Hollandse zakenman Pieter Valkenier. Daarmee kwam een einde aan het bezit van het kasteel door een katholieke adellijke familie en werd de heerlijkheid een beleggingsobject.